# Aspach, Haut-Rhin

Aspach este o comună în departamentul Haut-Rhin din estul Franței. În 2009 avea o populație de 1.156 de locuitori.

## Evoluția populației
| An        | 1975 | 1982 | 1990 | 1999 | 2006  | 2009  |
| --------- | ---- | ---- | ---- | ---- | ----- | ----- |
| Populație | 629  | 758  | 887  | 981  | 1.132 | 1.156 |